# George Jefferson
George Jefferson   (Inglewood, 28 de febrer de 1910 - Ventura, 13 de febrer de 1996) va ser un atleta estatunidenc, especialista en el salt de perxa, que va competir durant la dècada de 1930.
El 1932 va prendre part en els Jocs Olímpics de Los Angeles, on va guanyar la medalla de bronze en la prova del salt de perxa del programa d'atletisme.

## Millors marques
- Salt de perxa. 4,26 metres (1932)[1][2]